# ماتيو لين
ماتيو لين (بالفرنسية: Mathieu Laine)‏ هو رائد أعمال ومفكر فرنسي، ولد في 9 أبريل 1975.